# Llucamet
Llucament és una possessió del terme de Llucmajor, Mallorca, situada a la part meridional del terme i devora la costa.
El topònim Llucamet sembla que prové de l'àrab, i és un mot compost que significaria "el bosc d'Amet", del nom propi personal Hamet.
Des de poc després de la conquesta catalana de Mallorca el 1229 fins a la fi del segle xvi fou propietat de la família Salvà de sa Llapassa, de la qual passà als Rossinyol de Sagranada. El 1578 apareix amb la grafia Luchaymat. Ha donat nom al torrentó de Llucamet, que neix a la Marina de Llucmajor i desguassa entre s'Estaca d'en Rotger i ses Portes de l'Infern, i a la Marina de Llucamet, situada entre la carretera del cap Blanc, la mar, la Marina de sa Llapassa i la Marina de s'Àguila. En els segles xix i xx fou dividida en nombroses propietats.